# Сосьне
Сосьне (пол. Sośnie) — село в Польщі, у гміні Сосне Островського повіту Великопольського воєводства.
Населення — 1517 осіб (2011).

## Демографія
Демографічна структура станом на 31 березня 2011 року:
|          | Загалом | Допрацездатний вік | Працездатний вік | Постпрацездатний вік |
| -------- | ------- | ------------------ | ---------------- | -------------------- |
| Чоловіки | 748     | 170                | 518              | 60                   |
| Жінки    | 769     | 151                | 476              | 142                  |
| Разом    | 1517    | 321                | 994              | 202                  |